# Wilhelm Gräb
Wilhelm Gräb (* 21. August 1948 in Bad Säckingen; † 23. Januar 2023 in Berlin) war ein deutscher liberaler, protestantischer Theologe. Er war Professor für Praktische Theologie an der Ruhr-Universität Bochum und der Humboldt-Universität zu Berlin.

## Leben
Wilhelm Gräb studierte Evangelische Theologie in Bethel, Göttingen und Heidelberg und absolvierte anschließend von 1978 bis 1980 sein Vikariat in Bad Gandersheim und in Göttingen. 1979 wurde er an der Universität Göttingen mit einer Arbeit zum Geschichtsbegriff im Werk Friedrich Daniel Ernst Schleiermachers promoviert. 1987 habilitierte er sich in der Praktischen Theologie mit einer Arbeit zu Prinzipienfragen des Predigens im Anschluss an Friedrich Schleiermacher, Karl Barth und Emanuel Hirsch. Von 1980 bis 1988 war er Wissenschaftlicher Assistent an der Universität Göttingen, von 1988 bis 1993 Studentenpfarrer in Göttingen und zugleich Privatdozent für Praktische Theologie. Von 1991 bis 1992 hatte er eine Vertretungsprofessur für Religionspädagogik an der Friedrich-Schiller-Universität Jena inne. Von 1993 bis 1999 war er Professor für Praktische Theologie an der Ruhr-Universität Bochum und dortiger Universitätsprediger. Von 1999 bis 2016 war er Professor für Praktische Theologie an der Humboldt-Universität zu Berlin und Leiter des Instituts für Religionssoziologie und Gemeindeaufbau. 2005 bis 2007 war er Dekan der Theologischen Fakultät und von 2001 bis 2016 Universitätsprediger der Berliner Hochschulen. Wilhelm Gräb war Emeritus der Theologischen Fakultät der Humboldt-Universität zu Berlin und Humboldt Senior Advisor. Ab 2011 war er Extraordinary Professor an der Theologischen Fakultät der Universität Stellenbosch, Südafrika.
Wilhelm Gräb war verheiratet und hat drei Kinder. Seine Schwester, Elisabeth Gräb-Schmidt, ist Professorin für Systematische Theologie mit dem Schwerpunkt Ethik an der Eberhard Karls Universität Tübingen.

## Forschungsschwerpunkte und theologische Positionen
Wilhelm Gräb forschte schwerpunktmäßig zur Hermeneutik von Religion und Kultur sowie den Transformationen des Religiösen in der Moderne. Im Zentrum seiner Arbeiten standen dabei ebenso das Individuum und seine Sinnfragen wie die vielfältigen symbolischen und rituellen Ausdrucksformen des Religiösen in der Gegenwartskultur. In der praktisch-theologischen Ausrichtung seiner Forschung zielte er auf die Anforderungen, denen die kirchliche Praxis sich gegenübersieht, wenn sie sich auf die Bedürfnisse der Menschen nach Identitätsvergewisserung, Sinnorientierung und Lebensdeutung ausrichtet. Die Frage, wie die Kirche diesen Anforderungen unter den Bedingungen der zeitgenössischen Medienkultur und eines hochgradig autonomen Selbst- und Weltumgangs der Menschen entsprechen könnte, stand dabei im Zentrum seiner praktisch-theologischen Forschung und Lehre. Einen weiteren Forschungsschwerpunkt bildete das Werk Friedrich Daniel Ernst Schleiermachers und dabei die Fortschreibung seines Programms einer Theologie, das diese als kirchenleitungspraktisch relevante Theorie der gelebten Religion zur Ausführung bringt.
In seiner Praktischen Theologie gelebter Religion „Lebensgeschichten – Lebensentwürfe – Sinndeutungen“ wandte er seine Ideen auch auf Seelsorge an, die als Lebenshilfe und Lebensdeutung beschrieben wird. Gräb möchte therapeutische und kerygmatische Seelsorge nicht gegeneinander ausspielen. Er warf dem anti-kerygmatischen Scharfenberg vor, dass er Thurneysen gar nicht verstehen wollte. Der Streit um die theologische oder psychologische Grundlegung der Seelsorge mache sich zu Unrecht an Thurneysen fest, der missverstanden werde, wenn sein Konzept als rein verkündigend, autoritär, gesprächsverhindernd und anti-therapeutisch verurteilt werde. Gräb will hingegen zeigen, dass schon Schleiermacher eine empirische Wende vollzogen habe, in der Seelsorge als Hilfe zur Selbsthilfe verstanden werde, die die Freiheit und Handlungsfähigkeit des Anderen ermöglichen solle. Dem „Irrglauben“, dass Thurneysen ein Gegner der psychologischen Therapien gewesen sei, setzt Gräb entgegen, dass Thurneysen in seiner Diagnose und Therapie tiefenpsychologische Einsichten positiv integriert habe. In Anschluss an Thurneysen, der der Entsubstantialisierung herkömmlicher theologischer Begriffe entgegengetreten sei, versucht Gräb die Kategorie der Sünde und Vergebung für das heutige Seelsorgeverständnis fruchtbar zu machen: Sünde als Interpretament verdeutliche das gemeinsame Leiden von Therapeut und Klient, was zu Solidarität führe, während Vergebung Differenz zwischen Therapeut und Klient hervorhebe, weil sie eine externe, von außen kommende Möglichkeit neuen Selbstverständnisses eröffne. Gräb zeigt, dass der „Bruch“ im Gespräch auch Thurneysens eigener Meinung nach nicht direktiv-überfallend geschehen dürfe. Seelsorge und Therapie unterscheiden sich nicht im Gesprächsverhalten, sondern hinsichtlich Hermeneutik und Deutungsperspektiven. Die Rechtfertigungslehre bringt die Perspektive der unverdienten und unverlierbaren Würde jedes Menschen ein.

## Funktionen und Mitgliedschaften
- Gräb war der Gründungsherausgeber des International Journal of Practical Theology (IJPT). Er war geschäftsführender Herausgeber der Predigtstudien. Er war Gründungsmitglied im Vorstand der Schleiermacher-Gesellschaft e. V. und Mitbegründer des Arbeitskreises Empirische Religionsforschung e. V.
- Gräb war Mitglied der Wissenschaftlichen Gesellschaft für Theologie (WGTh), der American Academy of Religion (AAR), der International Academy of Practical Theology (IAPT), des Arbeitskreises Empirische Religionsforschung, der Schleiermacher-Gesellschaft und der Ernst-Troeltsch-Gesellschaft.
- Gräb war zudem maßgeblich an der Entwicklung und Einrichtung des Interdisziplinären und Internationalen Master of Religion and Culture (MRC)[5] an der Humboldt-Universität zu Berlin beteiligt.

## Schriften

### Als Autor
- Humanität und Christentumsgeschichte. Eine Untersuchung im Spätwerk Schleiermachers. Göttingen 1980.
- Predigt als Mitteilung des Glaubens. Studien zu einer prinzipiellen Homiletik in praktischer Absicht. Gütersloh 1988.
- Lebensgeschichten – Lebensentwürfe – Sinndeutungen. Eine Praktische Theologie gelebter Religion. Gütersloh 11998, 22000.
- Sinn fürs Unendliche. Religion in der Mediengesellschaft. Gütersloh 2002.
- Religion als Deutung des Lebens. Perspektiven einer Praktischen Theologie gelebter Religion. Gütersloh 2006.
- Sinnfragen. Transformationen des Religiösen in der modernen Kultur. Gütersloh 2006.
- Predigtlehre. Über religiöse Rede. Göttingen 2013.
- Vom Menschsein und der Religion. Eine praktische Kulturtheologie. Tübingen 2018.
- Ausführliche Publikationsliste mit weiteren Schriften sowie Aufsätzen auf der Website der Humboldt-Universität zu Berlin

### Als Herausgeber
- (mit Volker Drehsen und Dietrich Korsch): Protestantismus und Ästhetik. Religionskulturelle Transformationen am Beginn des 20. Jahrhunderts. Gütersloh 2001.
- (mit Volker Drehsen und Birgit Weyel): Kompendium Religionstheorie. Göttingen 2005.
- (mit Birgit Weyel): Religion in der modernen Lebenswelt. Erscheinungsformen und Reflexionsperspektiven. Göttingen 2006.
- (mit Birgit Weyel): Handbuch Praktische Theologie. Gütersloher Verlagshaus, Gütersloh 2007.
- (mit Lars Charbonnier): Secularization Theories, Religious Identity and Practical Theology. Developing International Practical Theology for the 21st century. International Academy of Practical Theology Berlin 2007. LIT, Münster/Wien/Berlin 2009.
- (mit Ulrich Barth, Christian Danz, Friedrich Wilhelm Graf): Aufgeklärte Religion und ihre Probleme. Schleiermacher – Troeltsch – Tillich. Berlin/Boston 2013.
- (mit Birgit Weyel, Hans-Günter Heimbrock): Praktische Theologie und empirische Religionsforschung (= Veröffentlichungen der wissenschaftlichen Gesellschaft für Theologie, Bd. 39), Leipzig 2013.